# 80-я улица (линия Фултон-стрит, Ай-эн-ди)
|   |   |   |   |   |
| · | · | · | · | · |

|   |   |   |   |   |
| · | · | · | · | · |

«80-я улица» (англ. 80th Street) — станция Нью-Йоркского метрополитена, расположенная на линии Фултон-стрит, Ай-эн-ди. Станция находится в Куинсе, в районе Озон-Парк, на пересечении Либерти-авеню и 80-й улицы. На станции останавливаются маршруты A (круглосуточно) и S (челнок Леффертс-бульвара, ночью).
Станция была открыта 25 сентября 1915 года в составе эстакадной линии компании BMT. Это самая западная станция линии IND Fulton Street Line в Куинсе. Следующая станция — Grant Avenue — расположена уже в Бруклине. До открытия существующей подземной Grant Avenue работала одноимённая эстакадная станция. Когда подземная станция была открыта, пути переделали, а оставшуюся к западу эстакадную линию снесли. Первый поезд через новое соединения прошёл 29 апреля 1956 года, так поезда ходят до настоящего времени.
Станция представлена двумя боковыми платформами, обслуживающими только крайние пути техпутного участка линии. Центральный путь не используется для регулярного сообщения — к западу он ведёт к депо Pitkin Yard. Станция отделана в бежевых тонах. Несмотря на изменение названия, таблички с названием не менялись: до сих пор показывают старое название — 80th Street — Hudson Street. Имеется два выхода со станции, круглосуточно открыт только восточный. Турникетный павильоны обоих выходов расположены в мезонинах под платформами. Восточный выход ведёт к перекрёстку Либерти-авеню и 80-й улицей, а западный — с 77-й улицей. Существует бесплатный переход между платформами.